# 勿来市
勿来市（なこそし）は、かつて福島県の浜通りにあった市。1966年（昭和41年）10月1日に他13市町村と新設合併しいわき市となった。現在のいわき市勿来地区にあたる。

## 歴史

### 律令時代
現在のいわき市勿来地区は、当初は菊多（きくた）という地名であった。7世紀前半の国造の時代には、勿来地区は道奥菊多国造の領土であり、これが律令制が敷かれた時に菊多郡となった。菊多国造に対して、北隣は現在の湯本駅付近から福島第一原発付近（苦麻）までの石城国造、南隣は現在の大津港駅付近から日立市（助川）までの高国造の領土であった。これらの国造が、7世紀中期に統合されて多珂国となった。
そして、7世紀後半の律令時代になると、多珂国は常陸国に編入された。718年には石城国に入れ替わったが、720年代に陸奥国に入れ替わった。石城国時代に、多賀郡と菊多郡の境に「菊多関」が建てられ、この菊多関はやがて「勿来関」に改名されたが、「勿来」とは「な来(こ)そ」即ち「来るな」を意味しており、蝦夷の南下を防ぐ意味を持っていたという説がある(詳しくは勿来関を参照)。常陸国と陸奥国の境となった勿来関付近は断崖（現在、平潟トンネルが貫通している）となっており、この難所を抜けた所に関が位置したことから、関東地方の武士たちから重視され、源義家も勿来に立ち寄った。現在でも、国道6号勿来検問所が設置され、シートベルトの取り締まりなどを行っている。
現在の北茨城市北端には、勿来関の南口という経緯から「関南」「関本」という地名も存在する。同じく、勿来関の北口には「関田」という地名も存在する。

### 平安時代から戊辰戦争勃発まで
平安時代から戦国時代までは、現在の勿来地区は岩城氏の領土の南端であった。戦国時代には、勿来関を境にして北側（現在の勿来地区）が岩城氏、南側が佐竹氏の領土であった。
江戸時代には、勿来関を境にして北側が磐城平藩、南側が水戸藩の領土であった。

### 戊辰戦争勃発から第二次大戦終結まで
1868年の戊辰戦争では、勿来断崖に近い平潟港で磐城平藩（奥羽越列藩同盟）と明治政府の軍勢が激突した。戊辰戦争との結果として陸奥国が分割された際、勿来地区は磐城国の一部となった。1871年8月29日の廃藩置県で当初は平県、1872年1月9日からは磐前県に所属したが、1876年8月21日に磐前県・福島県（中通り）・若松県（会津地方）が合併されて以降は福島県に所属している。近代に入ってからは常磐炭田の開発が進み炭鉱町として賑わうと共に、1935年には昭和人絹（呉羽化学を経て現在はクレハ）が操業を開始し工業都市の性格を併せ持つこととなる。
第二次世界大戦中の1944年から1945年にかけては、海岸線から風船爆弾の放球が行われていた（全国で3か所のうちの1つ）。

### 第二次大戦後
1955年4月29日に石城郡勿来町・植田町・錦町・川部村・山田村が合併し、市制を施行して勿来市が発足した。その後の高度経済成長期、1966年10月1日には、磐城市・内郷市・常磐市・平市・小川町・遠野町・久之浜町・四倉町・大久村・川前村・田人村・三和村・好間村との合併でいわき市の一部、勿来地区となっている。
現在のいわき市役所勿来支所は、勿来市であった1960年に勿来市役所庁舎として建てられた物である。また、常磐炭田の石炭を活用する形で1957年に勿来火力発電所が鮫川河口付近に建設され、勿来・小名浜地区一帯の工場施設や茨城県北部一帯への電力供給を担っている。

## 行政

### 歴代市長
| 代 | 氏名       | 就任                      | 退任                      | 備考 |
| -- | ---------- | ------------------------- | ------------------------- | ---- |
| 1  | 古川伝一   | 1955年（昭和30年）5月29日 | 1959年（昭和34年）5月28日 |      |
| 2  | 赤津庄兵衛 | 1959年（昭和34年）5月29日 | 1966年（昭和41年）9月30日 | 廃止 |